# A Droga da Amizade
A Droga da Amizade é um livro de Pedro Bandeira publicado em 2014 pela Ed. Moderna. Este livro, é o último livro da série Os Karas, que iniciou em 1984. No lançamento do livro (que aconteceu no dia 28 de Agosto de 2014 na Bienal do Livro),  Pedro Bandeira conversou com Ziraldo e Eva Furnari, sobre seu mais novo trabalho. 

## Sinopse
Miguel, já adulto, em seu escritório, encontra uma foto em que seu grupo estar reunido. Então, ele recorda-se de momentos que passou com cada um dos integrantes,  mostrando como conheceu Crânio, Magrí, Calu, Chumbinho e os momentos com Andrade e Peggy, além de mostrar como surgiram Os Karas, tendo cada capítulo dedicado a um dos integrantes, intercalando presente e passado. 